# And Now for Something Completely Different
And Now for Something Completely Different is een Britse komische compilatiefilm en anthologiefilm uit 1971. Het is de eerste Monty Python-film.

## Titel
De titel is ontleend aan een gevleugelde uitspraak die terugkeerde in elke aflevering van de televisieserie Monty Python's Flying Circus. De makers hadden op hun beurt de zinsnede weer geleend van de BBC, die hem vaak gebruikt om ongerelateerde onderwerpen aan elkaar te rijgen.

## Plot
De film is een compilatie van de populairste sketches uit de eerste twee seizoenen van de tv-serie Monty Python's Flying Circus, zoals de Dead Parrot sketch, The Lumberjack Song, Nudge Nudge en de Upper Class Twit of the Year, alleen betreft het geen archiefmateriaal.

## Ontvangst en status
De makers wilden met deze introductie tot hun beste werk oorspronkelijk de buitenlandse markt veroveren, vooral de Verenigde Staten, maar vanwege een verkeerde marketingstrategie sloeg de film niet aan. In Engeland, waar de liefhebbers de sketches in feite al kenden van op de televisie, werd de film wel een succes. Toch is de film altijd de minst bekende en bijgevolg ook de minst populaire Pythonfilm gebleven. Voor de liefhebbers, die de beste sketches meestal al kennen uit de tv-serie, voegt And Now for Something Completely Different weinig toe, behalve als een stuk curiosa. Er zijn maar zeer minimale variaties en slechts enkele nieuwe grappen.
And Now for Something Completely Different is pas sinds de jaren negentig enkele keren op de Nederlandse televisie vertoond (met vertalende ondertitels van dichter Hans Kloos).